# Marek Prawda

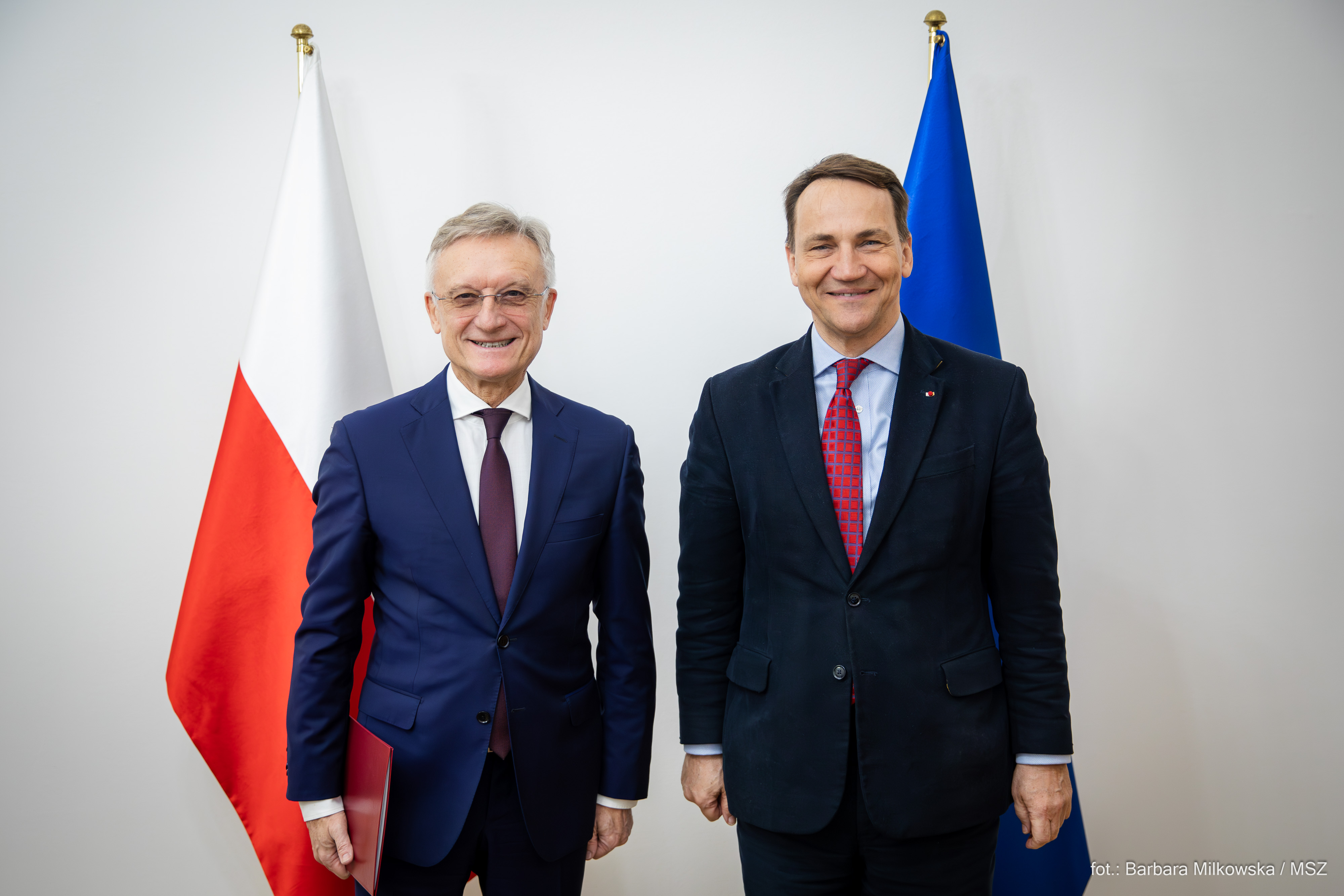
Marek Prawda odbiera od Radosława Sikorskiego nominację na podsekretarza stanu (2024)

Marek Władysław Prawda (ur. 1 października 1956 w Kielcach) – polski socjolog i dyplomata, ambasador Rzeczypospolitej Polskiej w Szwecji (2001–2005) i Niemczech (2006–2012), stały przedstawiciel RP przy Unii Europejskiej (2012–2016), dyrektor Przedstawicielstwa Komisji Europejskiej w Polsce (2016–2021), podsekretarz stanu w Ministerstwie Spraw Zagranicznych (2024–2025).

## Życiorys
W latach 1975–1979 odbył studia ekonomiczne na Uniwersytecie w Lipsku. Od 1979 był studentem studiów doktoranckich w Instytucie Filozofii i Socjologii Polskiej Akademii Nauk. W 1984 uzyskał stopień doktora nauk humanistycznych w zakresie socjologii pracy. Rozprawa doktorska Cykl życia jednostki a wartości pracy została wydana przez Ossolineum. Był uczniem Jerzego Holzera. W latach 1987–1989 przebywał na stypendium naukowym na Uniwersytecie w Hamburgu. W latach 1984–1990 był pracownikiem naukowym Instytutu Filozofii i Socjologii PAN, a w latach 1990–1992 Zakładu Studiów nad Niemcami w Instytucie Studiów Politycznych PAN.
W latach 80. działał w NSZZ „Solidarność”. W 1989 był członkiem lokalnego Komitetu Obywatelskiego na warszawskim Żoliborzu. Jesienią 1989 z ramienia KO koordynował pomoc dla uchodźców z NRD przybywających do Polski. W latach 1991–1992 pełnił funkcję sekretarza generalnego Zarządu Głównego Towarzystwa Polsko-Niemieckiego.
Od 1992 zatrudniony w polskiej dyplomacji. Przez sześć lat pracował w Ambasadzie RP w Bonn na stanowiskach I sekretarza, radcy-ministra i chargé d’affaires (od września do grudnia 1995). Później był wicedyrektorem (1998–1999) i dyrektorem (1999–2001) Departamentu Europy Zachodniej w MSZ oraz dyrektorem sekretariatu ministra spraw zagranicznych (2001). W latach 2001–2005 pełnił funkcję ambasadora RP w Szwecji. Następnie powrócił na stanowisko dyrektora sekretariatu ministra. W sierpniu 2006 został powołany na ambasadora RP w Niemczech. Stanowisko to zajmował do 31 sierpnia 2012. We wrześniu 2012 objął stanowisko stałego przedstawiciela RP przy Unii Europejskiej. Zakończył urzędowanie 29 lutego 2016. W kwietniu 2016 został dyrektorem Przedstawicielstwa Komisji Europejskiej w Polsce; funkcję tę pełnił do 2021. Od 9 stycznia 2024 do sierpnia 2025 sprawował urząd podsekretarza stanu w Ministerstwie Spraw Zagranicznych. W zakres jego kompetencji wchodziły: polityka wschodnia i europejska, a także rozszerzenia i sąsiedztwa Unii Europejskiej, reprezentowanie ministra w posiedzeniach Komitetu do Spraw Europejskich oraz zatrudnianie obywateli polskich w Europejskiej Służbie Działań Zewnętrznych, instytucjach i organizacjach międzynarodowych.
Został wykładowcą Collegium Civitas w Warszawie, Akademii Finansów i Biznesu Vistula oraz Uniwersytecie Europejskim Viadrina we Frankfurcie nad Odrą. Został członkiem zarządu Stowarzyszenia Euro-Atlantyckiego.

## Życie prywatne
Syn Apolonii i Władysława. Jest żonaty, ma dwie córki.
Posługuje się biegle językiem niemieckim, angielskim, francuskim, szwedzkim i rosyjskim.

## Odznaczenia i wyróżnienia
- Krzyż Komandorski Orderu Zasługi RFN (2012)[19]
- Order Zasługi Brandenburgii (2012)[19]
- Komandor Krzyża Uznania (Łotwa, 2025)[20]
- Nagroda Dialogu Federalnego Związku Towarzystw Niemiecko-Polskich (2016)[21]
- Nagroda Europejskiego Instytutu Kultury i Mediów „Polonicus” (2019)[14]

## Wybrane publikacje
- Marek Prawda, Cykl życia jednostki a wartości pracy, Wrocław: Zakład Narodowy im. Ossolińskich, 1987, s. 261, ISBN 83-04-02401-2.
- Jutta Gysi, Sposób życia rodzin w NRD: wybrane wyniki badań, Marek Prawda (tłum.), Warszawa: Instytut Filozofii i Socjologii Polskiej Akademii Nauk, 1989, s. 145, OCLC 834694796.